# The Story of Us
«The Story of Us» («Наша история») — песня американской певицы Тейлор Свифт с её третьего студийного альбома Speak Now (2010).
Песня достигла 41 места в США (в «Горячей сотне» журнала «Билборд»).

## Тема песни и история создания
Как рассказывает музыкальный сайт Songfacts, фанаты Тейлор Свифт считают, что песня эта про Тейлора Лотнера, американского актёра, с которым у Тейлор был короткий роман в конце 2009 года. Сама она эти слухи не опровергала и не подтверждала. Про события, которые вдохновили её на эту песню, в интервью журналу New York она рассказывала так:
Это было на церемонии вручения премий, и мы с этим парнем находились в ссоре. Я думаю, нам обоим хотелось много чего сказать [друг другу], но мы сидели в шести креслах друг от друга и просто вели этакую молчаливую войну: «Мне всё равно, что ты здесь». Я помню, как вернулась домой и сидела за кухонным столом и сказала маме: «Это было, будто я стояла совсем одна в переполненной комнате» (англ. It was like I was standing alone in a crowded room). И тут мои глаза поплыли куда-то вдаль, я рассеялась и ушла писать. Моя мама привыкла к тому, что я так делаю.
Как пишет музыкальный сайт Songfacts, эта песня стала последней, что Тейлор Свифт написала для альбома Speak Now. В интервью MTV News она тоже рассказывала, что чувствовала после того случая с бывшим парнем на церемонии вручения премий:
Я чувствовала просто такую пустоту, мы, типа вели эту молчаливую войну, притворяясь, что нам не было дела до того, что другой находился там [рядом]. Я вернулась домой и написала об этом песню. И тогда я нутром почувствовала, я знала, что альбом закончен.
Songfacts также рассказывает:
Как и на других своих альбомах, Тейлор в тексте каждой песни написала заглавными случайные на первый взгляд буквы, которые слагались в сообщения — обычно о том, кто или что вдохновило эту песню. В этой песне она по буквам пишет «CMT AWARDS», что указывает пальцем на посетившего одновременно с ней [премию] CMT Джона Мейера, который исполнял на той церемонии номер с Китом Урбаном. Кроме того, полагают, что Мейер является предметом ещё одного трека со Speak Now, «Dear John», и Тейлор призналась журналисту USA Today Брайану Мэнсфилду, что обе песни были вдохновлены одним и тем же человеком.
Однажды во время интервью MTV News Тейлор Свифт спросили, понимает ли она, что кто-то из потенциальных кавалеров, возможно, побаивается к ней подойти, так как боится, что она о нём напишет песню, на что она сказала:
Это можно понять, но я никогда не скрывала того факта, что пишу о людях песни. Это как бы [ведь уже] альбом номер три. Вас, ребята, по-честному предупредили!